# Valea Lupului, Hunedoara
Valea Lupului este un sat în comuna Baru din județul Hunedoara, Transilvania, România.

## Lăcașuri de cult
În satul Valea Lupului, se găsește o biserică de piatră, cu hramul „Duminica Orbului”. La ridicarea celui dintâi edificiu ecleziastic al localității, în secolul al XVII-lea, s-a folosit lemnul. Rectitorită în anul 1746 (în 1779 i s-a adăugat clopotnița), biserica a căzut pradă flăcărilor în 1788; aceeași soartă a avut-o lăcașul de cult următor, care a dispărut în anul 1882. Comisiile de recenzare ale anilor 1733, 1750, 1761-1762 și 1829-1831 înscriu primele două ctitorii în rândul lăcașurilor culte unite. Actualul edificiu, acoperit cu țiglă, a fost construit între anii 1888 și 1891, în timpul păstoririi preotului Nicolae Voin. La înălțarea sa a fost respectată planimetria bisericilor de tip „sală”, cu absida semicirculară a altarului nedecroșată. Turnul-clopotniță zvelt, prevăzut cu un coif piramidal, învelit în tablă (în rest, s-a optat pentru soluția țiglei), este flancat de două încăperi anexe, adosate în cursul renovării din 2008; alte lucrări de restaurare s-au desfășurat în anii 1974 și 1987. Accesul la interior se face printr-o singură ușă, amplasată pe latura de vest, protejată de un mic pridvor deschis. Lăcașul, pictat în 1985 de Petre Suciu, a fost târnosit în 1986. Până în 1948, biserica a deservit obștea unită locală..

## Imagini

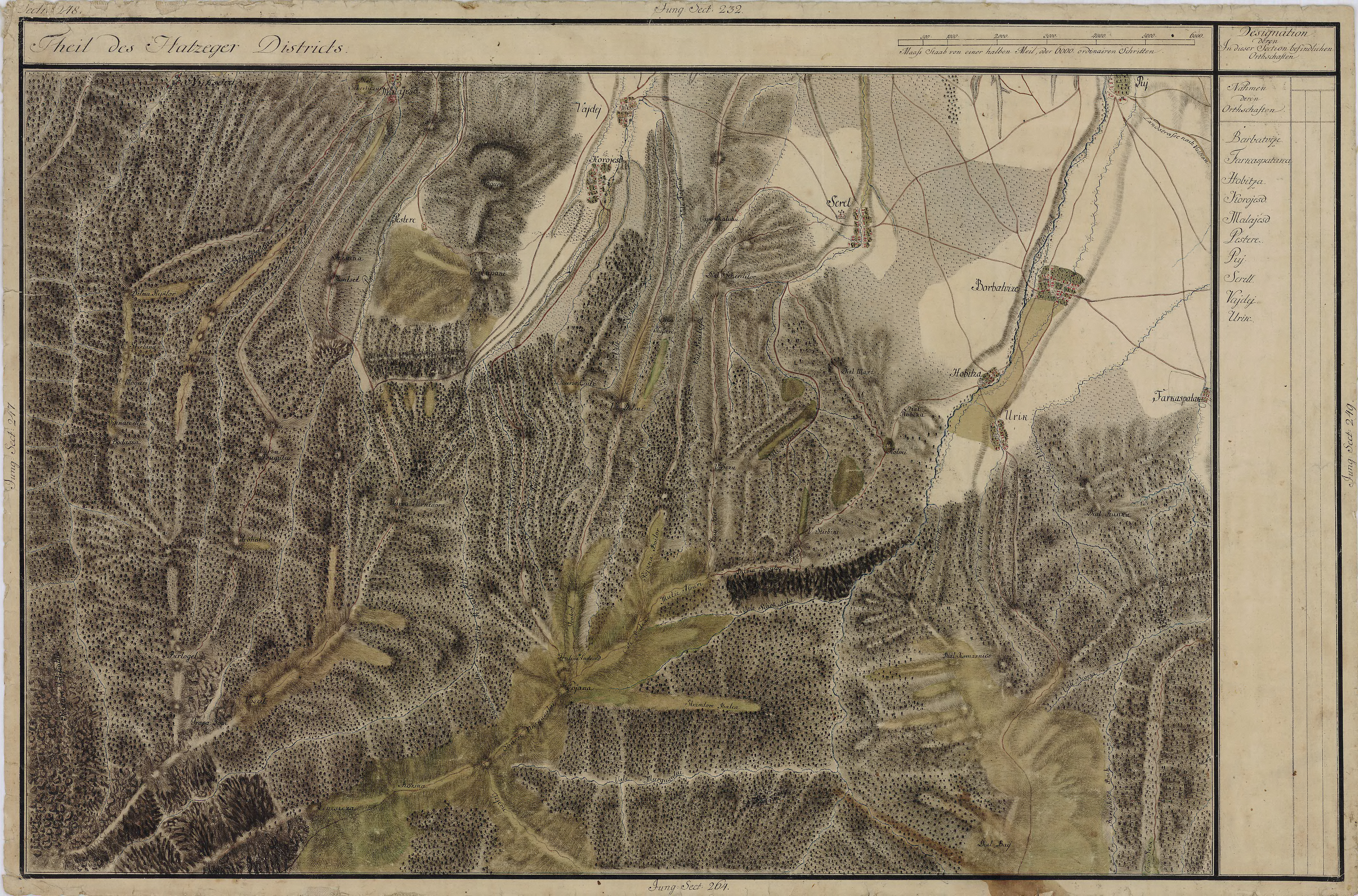
Valea Lupului în Harta Iosefină a Transilvaniei, 1769-1773
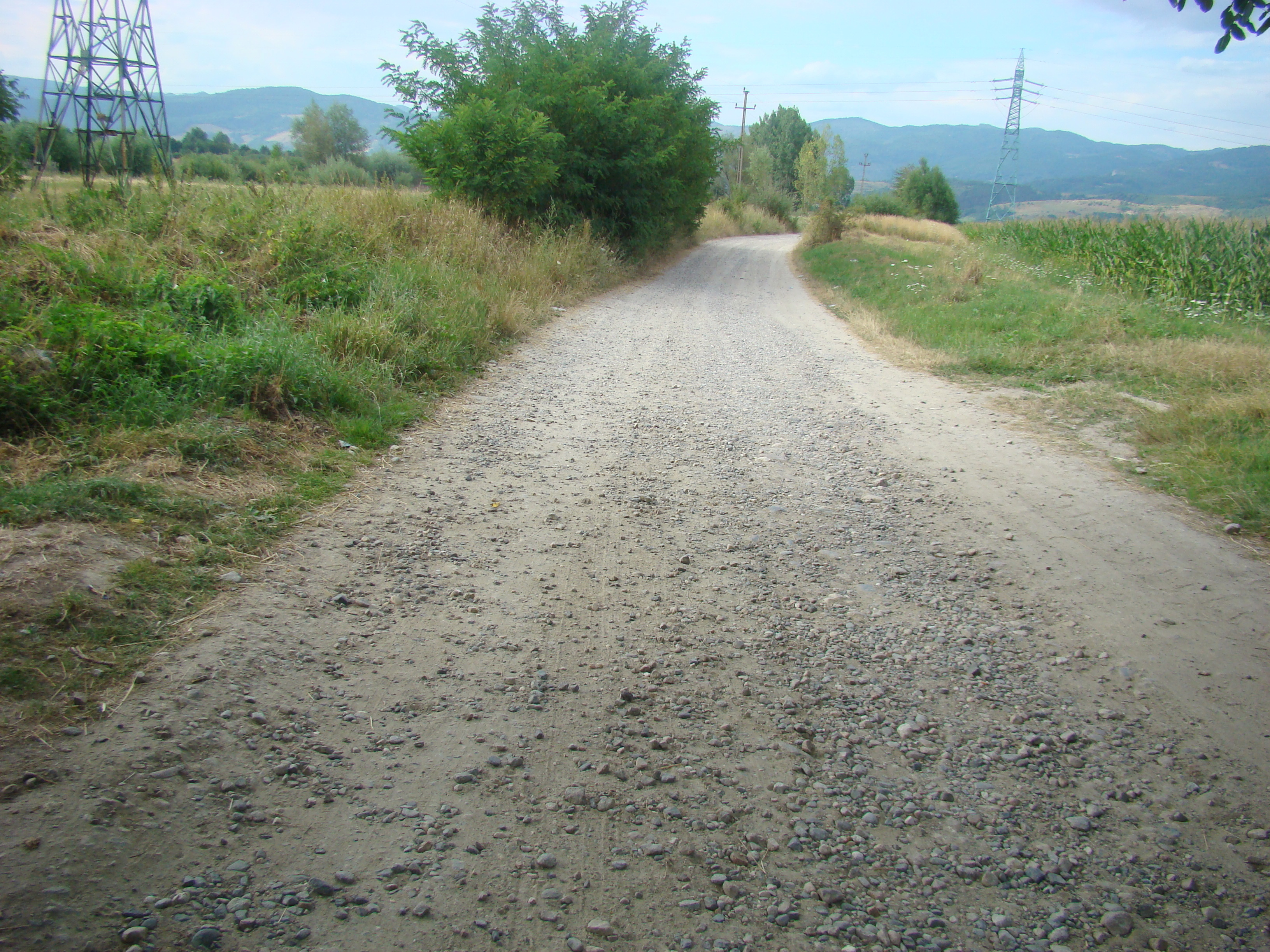
Drumul spre satul Valea Lupului
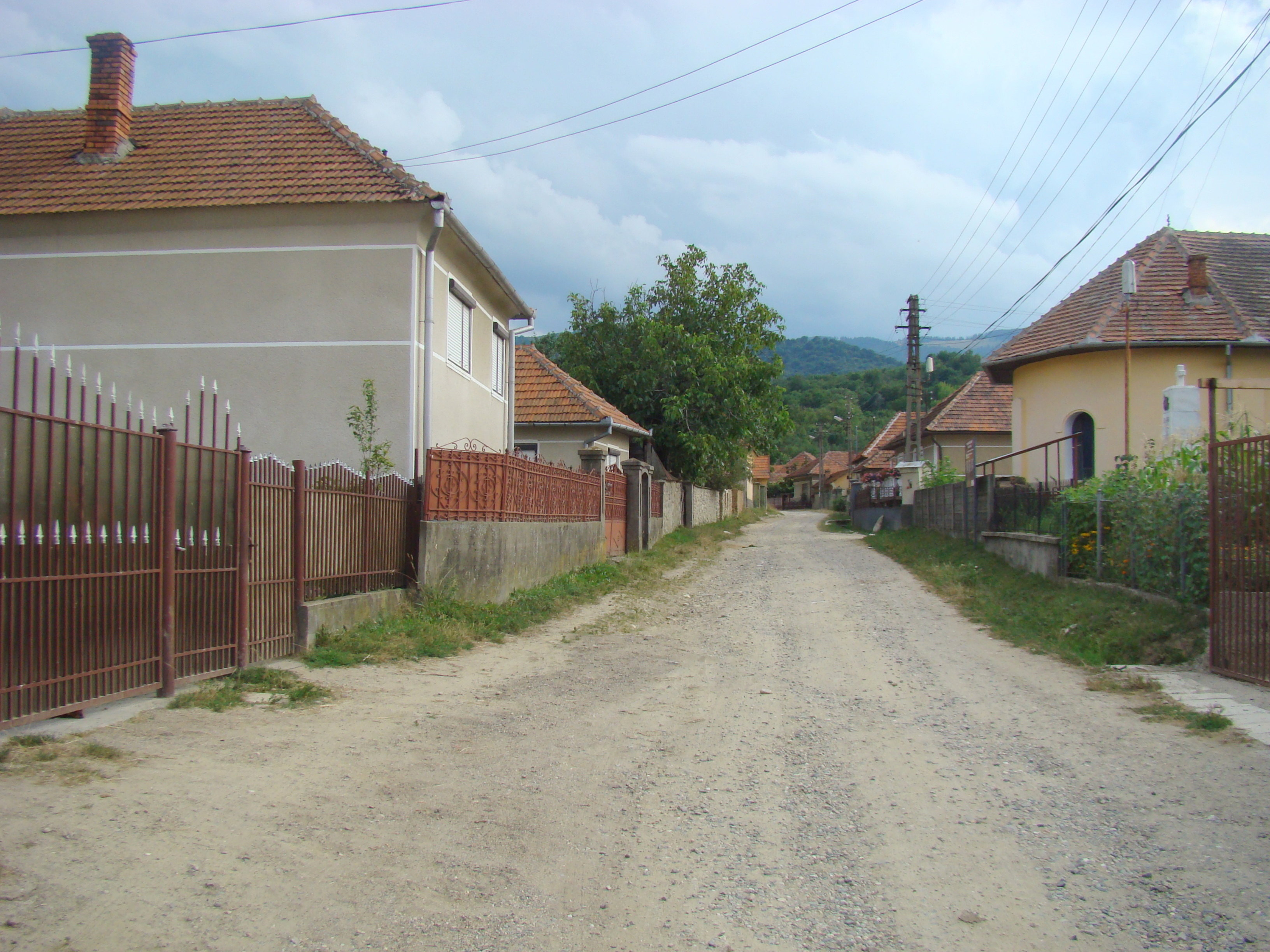
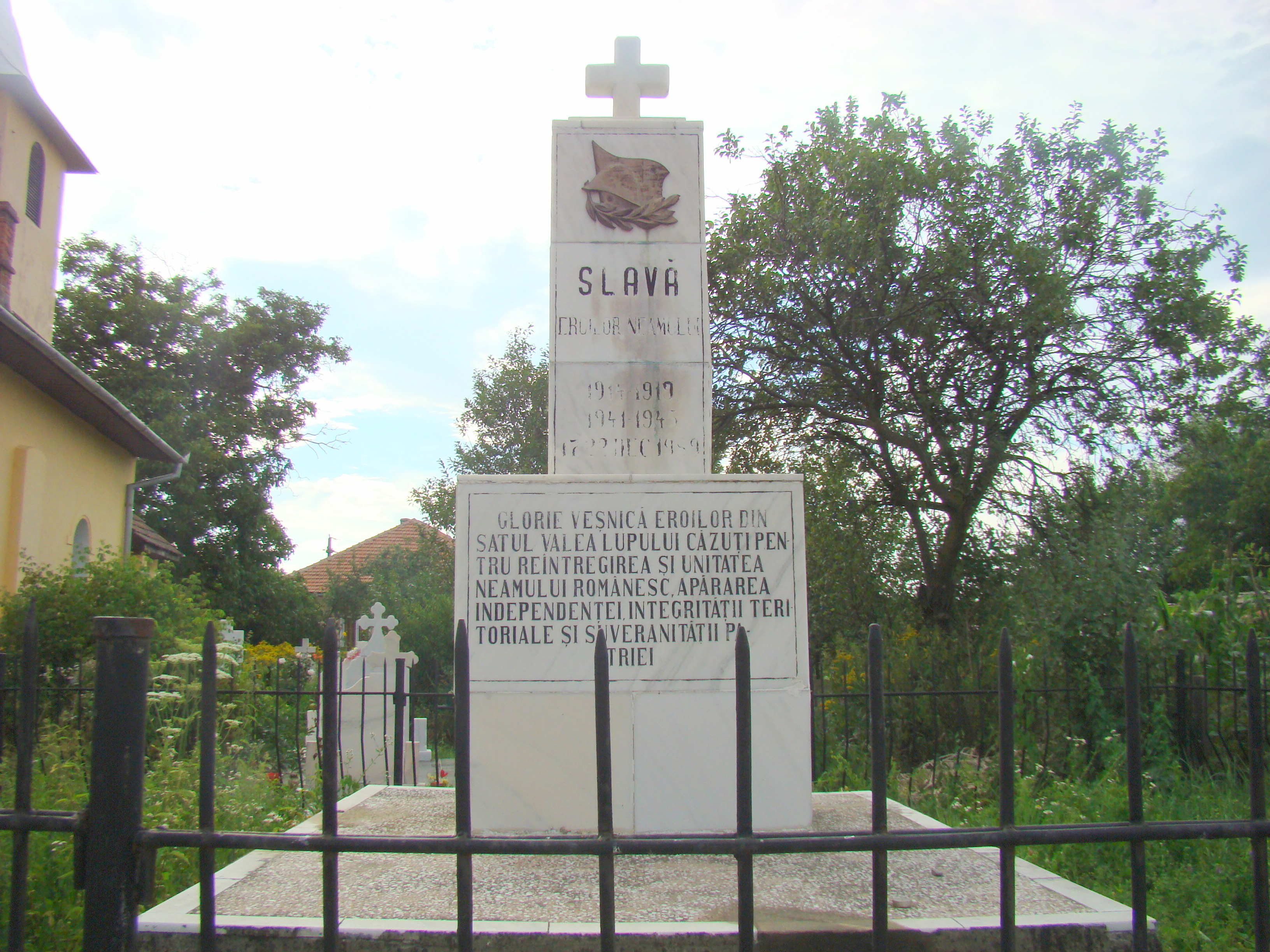
Monumentul eroilor
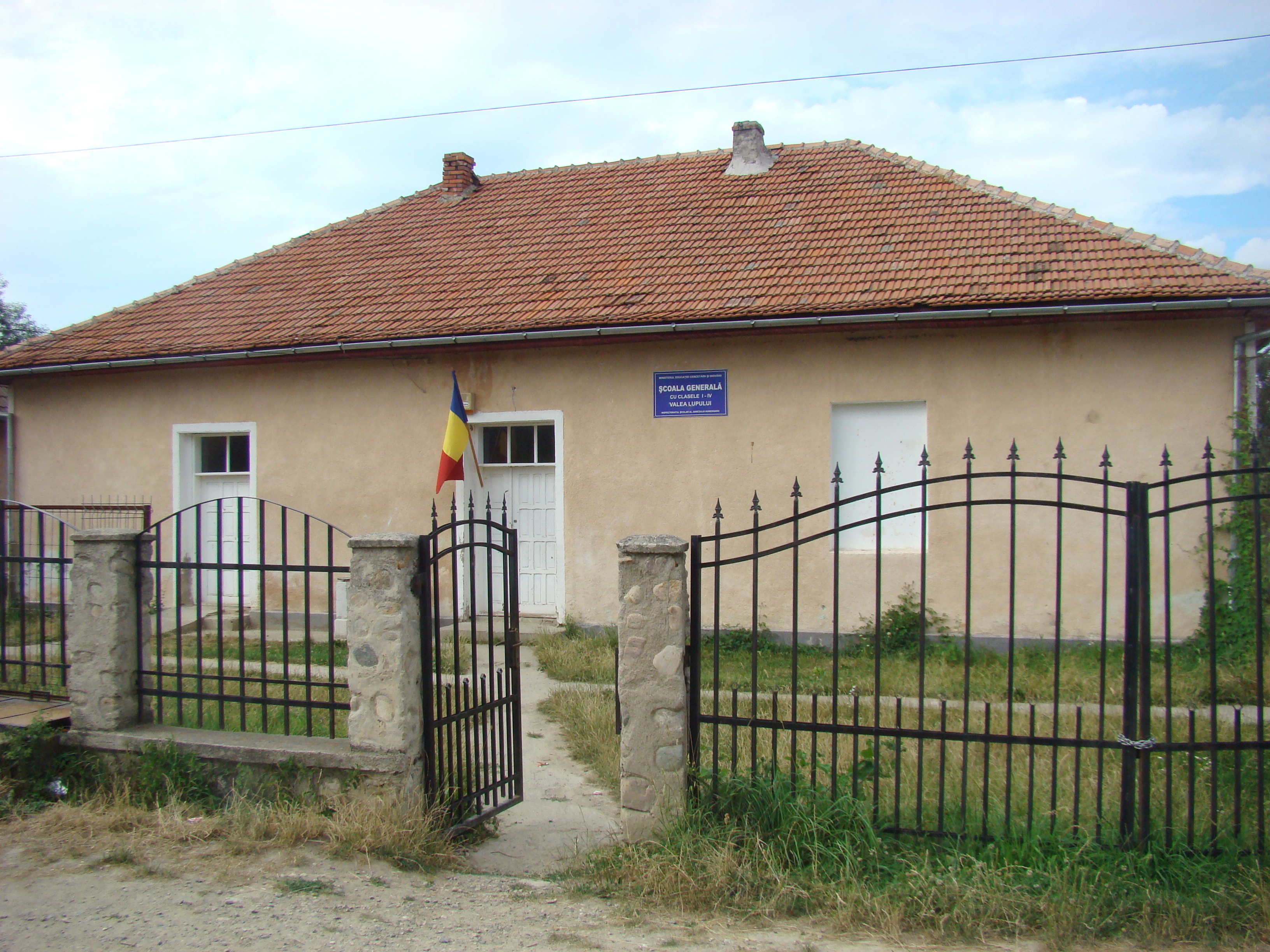
Şcoala
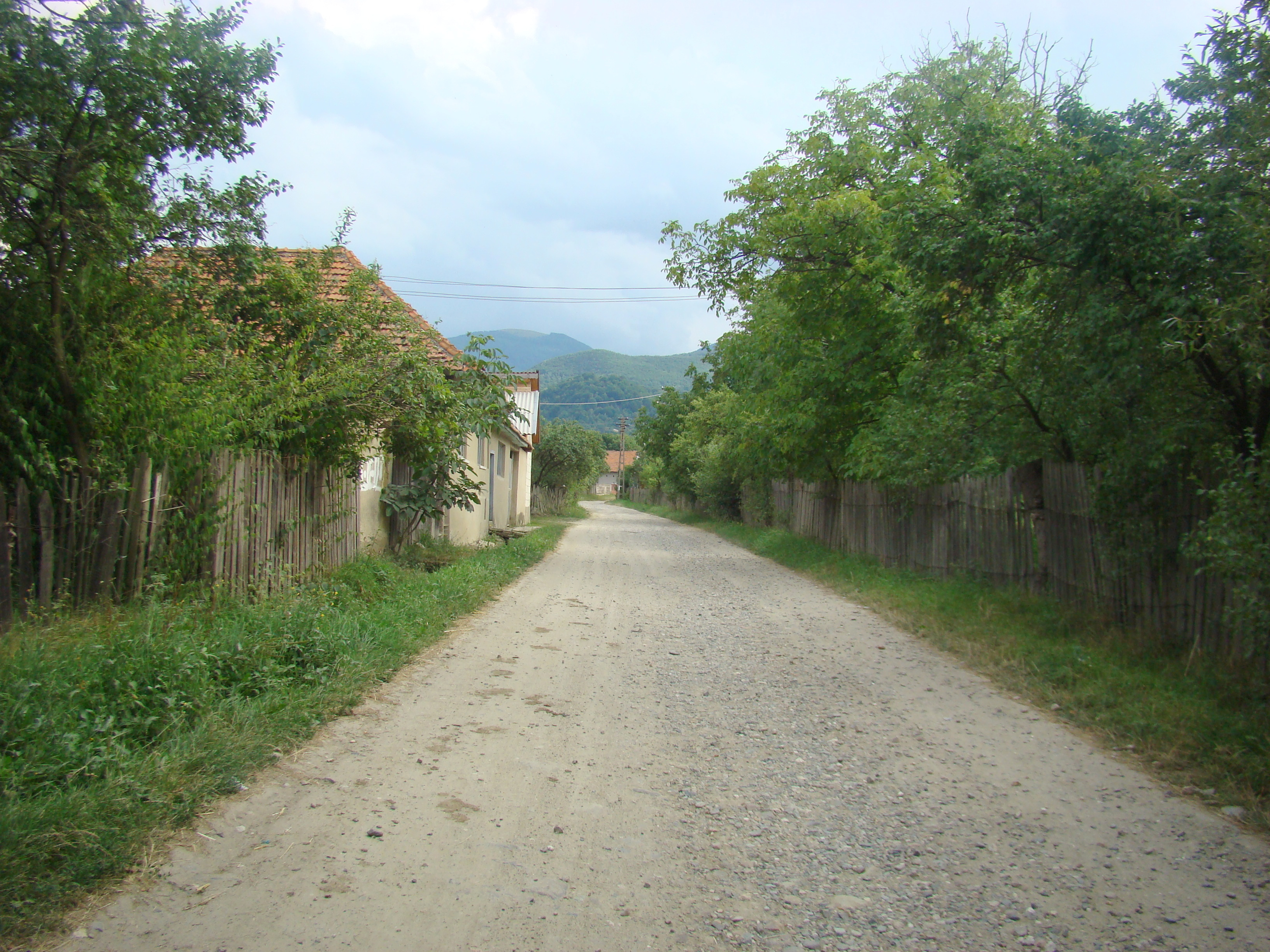
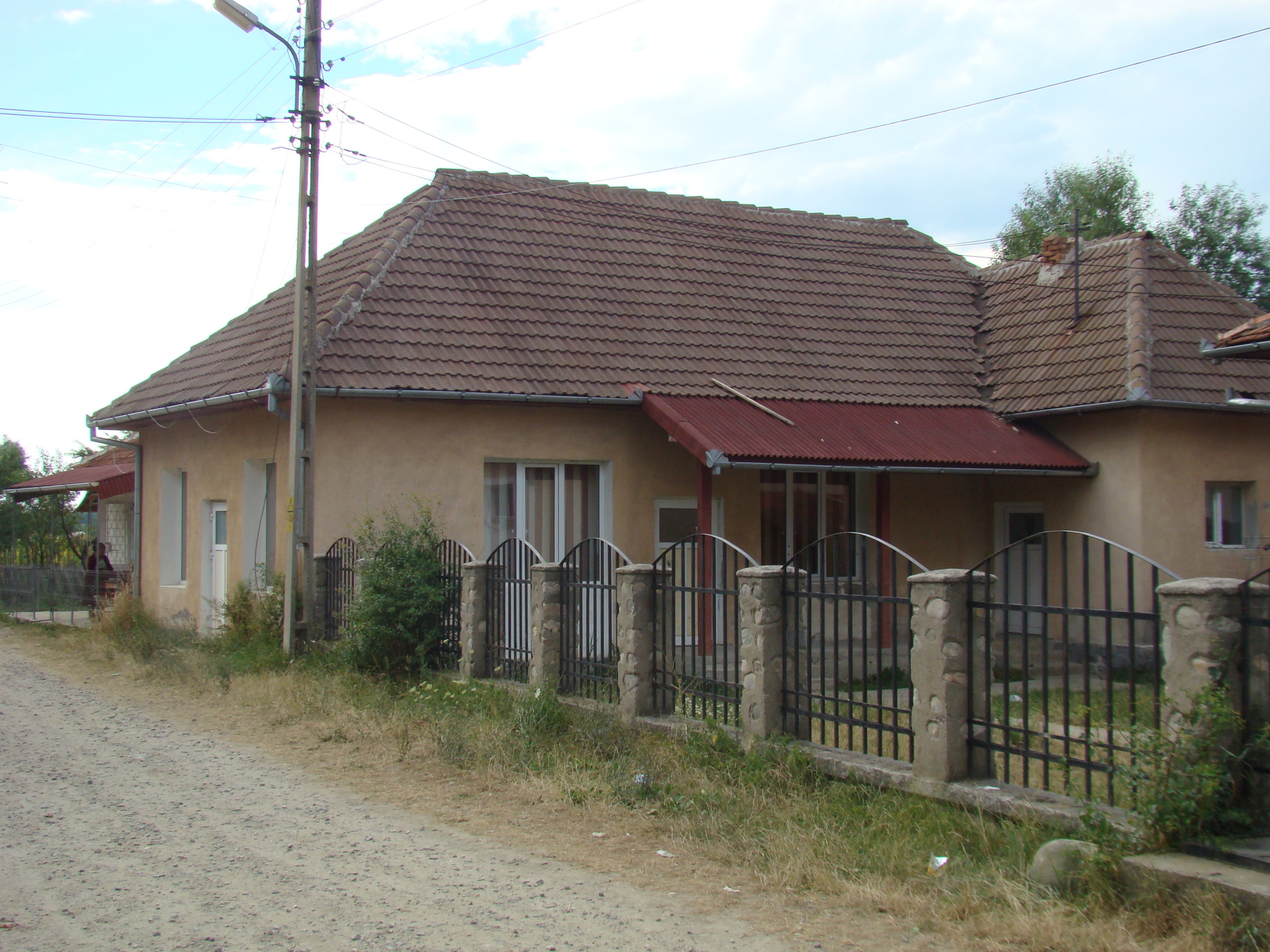
Căminul cultural
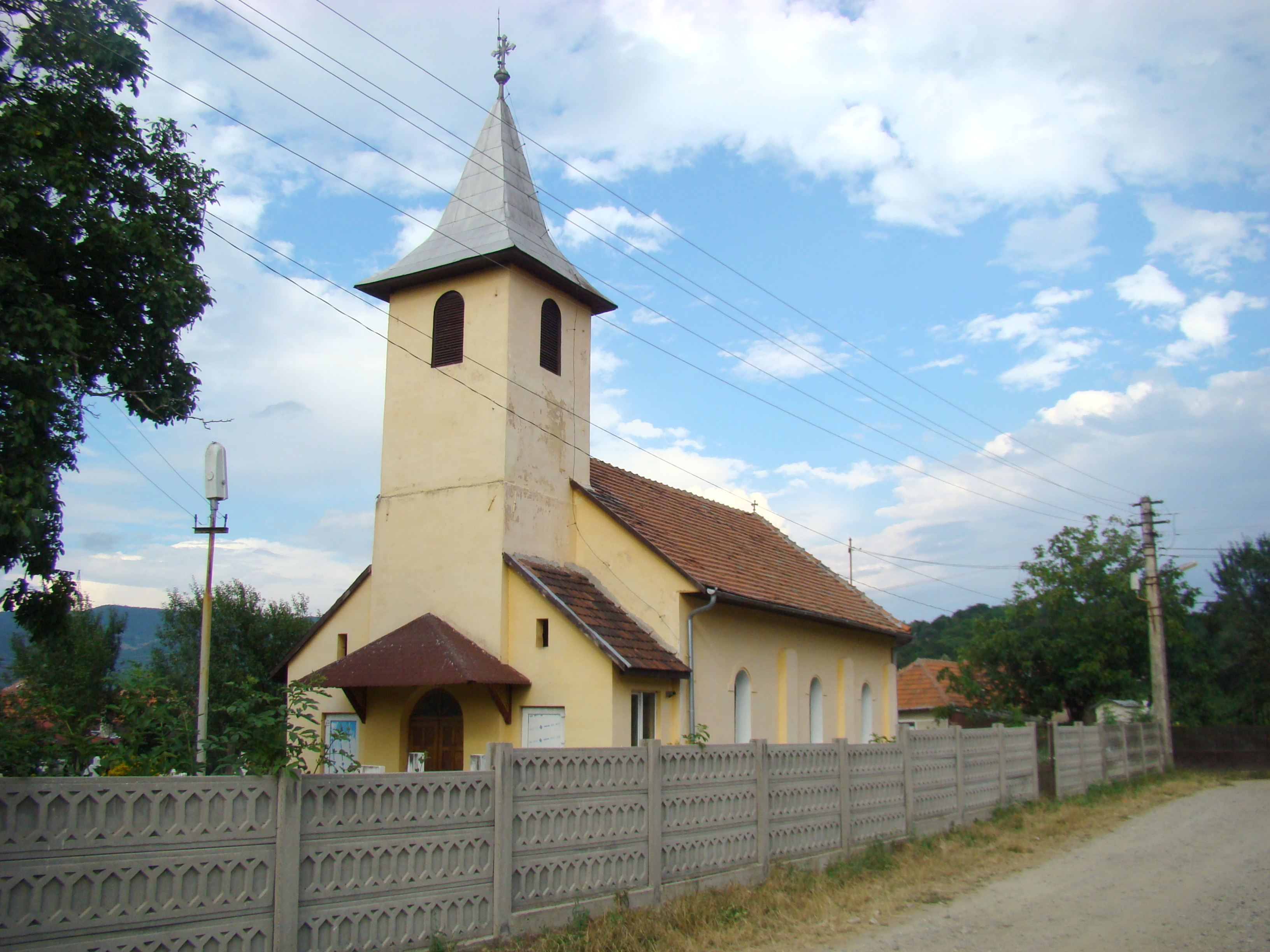
Biserica „Duminica Orbului”